# Tuna (U-Boot, 1940)
HMS Tuna (Kennung: N94) war ein U-Boot der britischen Royal Navy im Zweiten Weltkrieg.

## Einsatzgeschichte
Das U-Boot wurde hauptsächlich in der Nordsee und der Biskaya eingesetzt.
Im September 1940 versenkte die Tuna in der Biskaya die deutsche Prise Tirranna. Das norwegische Schiff war am 10. Juni 1940 von dem deutschen Handelsstörkreuzer Atlantis 675 Seemeilen ostsüdöstlich von Mauritius aufgebracht worden. Die Tirranna hatte 274 Gefangene von der Atlantis an Bord. 87 der Schiffbrüchigen konnten nicht gerettet werden. 71 Inder, neun Briten und sechs Norweger starben; nur ein Unteroffizier der deutschen Prisenbesatzung war unter den Opfern.
Ebenfalls im September 1940 wurde das deutsche Katapultschiff Ostmark torpediert und versenkt.
Am 7. Dezember 1942 setzte die Tuna im Mündungsgebiet der Gironde ein britisches Kommando an Land. Bei dem als Operation Frankton bezeichneten Spezialeinsatz wurden mehrere deutsche Schiffe durch Haftminen in flachem Wasser schwer beschädigt. Lediglich zwei der zwölf angelandeten Kommandos überlebten die Operation.
Am 14. April 1943 versenkte die Tuna das deutsche Typ-VII-C-Boot U 644.
Die Tuna überstand den Krieg, wurde am 19. Dezember 1945 zur Verschrottung verkauft und im Juli 1946 in Briton Ferry (Wales) abgebrochen.

## Kommandanten
- Lt.Cdr. Maurice Kildare Cavenagh-Mainwaring (4. Juli 1940 – 3. November 1941)[10]
- Lt. Michael Beauchamp St. John (3. November 1941 – 21. April 1942)[11]
- Lt. Richard Prendergast Raikes (24. August 1942 – 17. März 1943)[12]
- Lt. Desmond Samuel Royst Martin (17. März 1943 – 8. Oktober 1943)[13]
- Lt.Cdr. John Robert Garstin Harvey (8. Oktober 1943 – 10. November 1943)[14]
- Lt. James Hugh Miller Somerville (10. November 1943 – 15. Februar 1944)[15]
- Lt.Cdr. Leslie Frederick Lewis Hill (15. Februar 1944 – 21. November 1944)[16]
- Lt.Cdr. Edward Dudley Norman (21. November 1944 – 1. Juni 1945)[17]
- Lt.Cdr. Robert Love Alexander (1. Juni 1945 – Oktober 1945)[18]

## Kampferfolge (Auswahl)
| Datum              | |
| ------------------ | --- |
| 22. September 1940 | Tuna torpedierte und versenkte vor der Gironde (Frankreich) 15 Seemeilen südwestlich von Soulac-sur-Mer bei 45° 19′ N, 1° 20′ W die Prise Tirranna (7230 BRT).                                                                                    |
| 24. September 1940 | Tuna torpedierte und versenkte 35 Seemeilen südwestlich von Saint-Nazaire bei 47° 1′ N, 3° 2′ W das deutsche Katapultschiff Ostmark (1281 BRT).                                                                                                   |
| 18. Dezember 1940  | Tuna griff westlich der Gironde das italienische U-Boot Brin erfolglos mit Torpedos und Bordartillerie an. In der folgenden Nacht wurde westsüdwestlich der Gironde der französische Schlepper Chassiron (172 BRT) mit dem Deckgeschütz versenkt. |
| 7. Dezember 1942   | Tuna landete eine britische Spezialeinheit im Mündungsgebiet der Gironde. Zu den beschädigten Schiffen gehörten die Blockadebrecher Tannenfels, Dresden und Portland und die französische Alabama der CGT.                                        |
| 7. April 1943      | Tuna torpedierte und versenkte nordwestlich von Narvik bei 69° 38′ N, 5° 40′ W das deutsche U-Boot U 644. |